# Pardelroller
De pardelroller (Nandinia binotata) is een onopvallend boombewonend roofdier uit de regenwouden van Afrika. De pardelroller is de enige soort uit het geslacht Nandinia. Sommige wetenschappers geven de soort een eigen onderfamilie Nandiniinae binnen de familie der civetkatachtigen (Viverridae), terwijl anderen hem in zijn eigen familie indelen, de Nandiniidae. Weer anderen plaatsen hem samen met de Aziatische palmrollers in de onderfamilie Paradoxurinae.

## Kenmerken
De pardelroller heeft een olijfbruine vacht met vage vlekken. Op de schouders liggen twee roomkleurige vlekken. De vacht is dik en krullend. Hij heeft een lang lichaam met een lange staart en goedgeklauwde poten. De oren lijken klein, doordat ze gedeeltelijk bedekt worden door de vacht. De poten zijn kort en stevig. Hij wordt 44 tot 58 centimeter lang. De staart is langer dan de rest van het lichaam, zo'n 46 tot 62 centimeter. Pardelrollers worden 1,7 tot 3,2 kilogram zwaar.
Hij is goed aangepast aan het leven in bomen. Zijn tenen zijn gevormd als duimen, waarmee hij twijgen en voedsel kan vastpakken en manipuleren. Hij kan met de kop omlaag uit bomen klimmen, maar springt ook weleens van een aanzienlijke hoogte naar beneden.

## Voorkomen
De pardelroller heeft een groot verspreidingsgebied in Afrika. Het komt in de gehele regenwoudgordel voor: in zuidelijk West-Afrika, geheel Centraal-Afrika en geïsoleerde bergregenwouden in Oost-Afrika, zuidwaarts tot Angola en Zimbabwe. Ze komen voor van zeeniveau tot 2000 meter hoogte. Pardelrollers hebben een voorkeur voor regenwouden en mozaïeken van bossen en landbouwgebieden.

## Dieet
De pardelroller is een omnivoor. Hij heeft een voorkeur voor de vruchten van bomen en lianen, zoals vijgen, de vruchten van de oliepalm en vele andere vruchten. Ze jagen echter ook hoog in de boomtoppen op vogels, eieren en kuikens, knaagdieren, hagedissen, vleerhonden en insecten. Hij besluipt zijn prooi eerst, waarna hij haar bespringt en meerdere malen bijt. Het dier wordt in zijn geheel of in grote stukken naar binnen gewerkt. Ook eten ze aas.

## Leefwijze
De pardelroller is een nachtdier. Hij wordt vlak voor zonsondergang actief, waarna hij vier uur lang op zoek gaat naar voedsel. Na een rustperiode gaat hij nog een keer drie à vier uur lang op zoek naar voedsel, voordat de zon weer opkomt. Hij geeft de voorkeur voor een boomholte als rustplaats, maar waar deze ontbreken gebruikt hij een vertakking.
Pardelrollers leven solitair, maar ze zijn zelden agressief tegenover soortgenoten en woongebieden overlappen. Vaak maken meerdere dieren gebruik van dezelfde voedselbron. Het belangrijkste communicatiemiddel is geur. Op de onderbuik heeft de pardelroller een geurklier, waar een bruine muskus uit komt. Ook de voetzolen en de kin hebben geurklieren. Zogende vrouwtjes verspreiden een gelige geurstof uit hun buik, die de jongen een afwijkende herkenbare kleur geven. Het nut van al deze geurklieren is niet bekend. Waarschijnlijk spelen herkenning van verwanten en markeren van het territorium een rol.
Na een draagtijd van twee maanden worden tot vier jongen geboren in een holle boom. De pardelroller kan jaarlijks twee worpen krijgen.